# 瓦努克里姆山

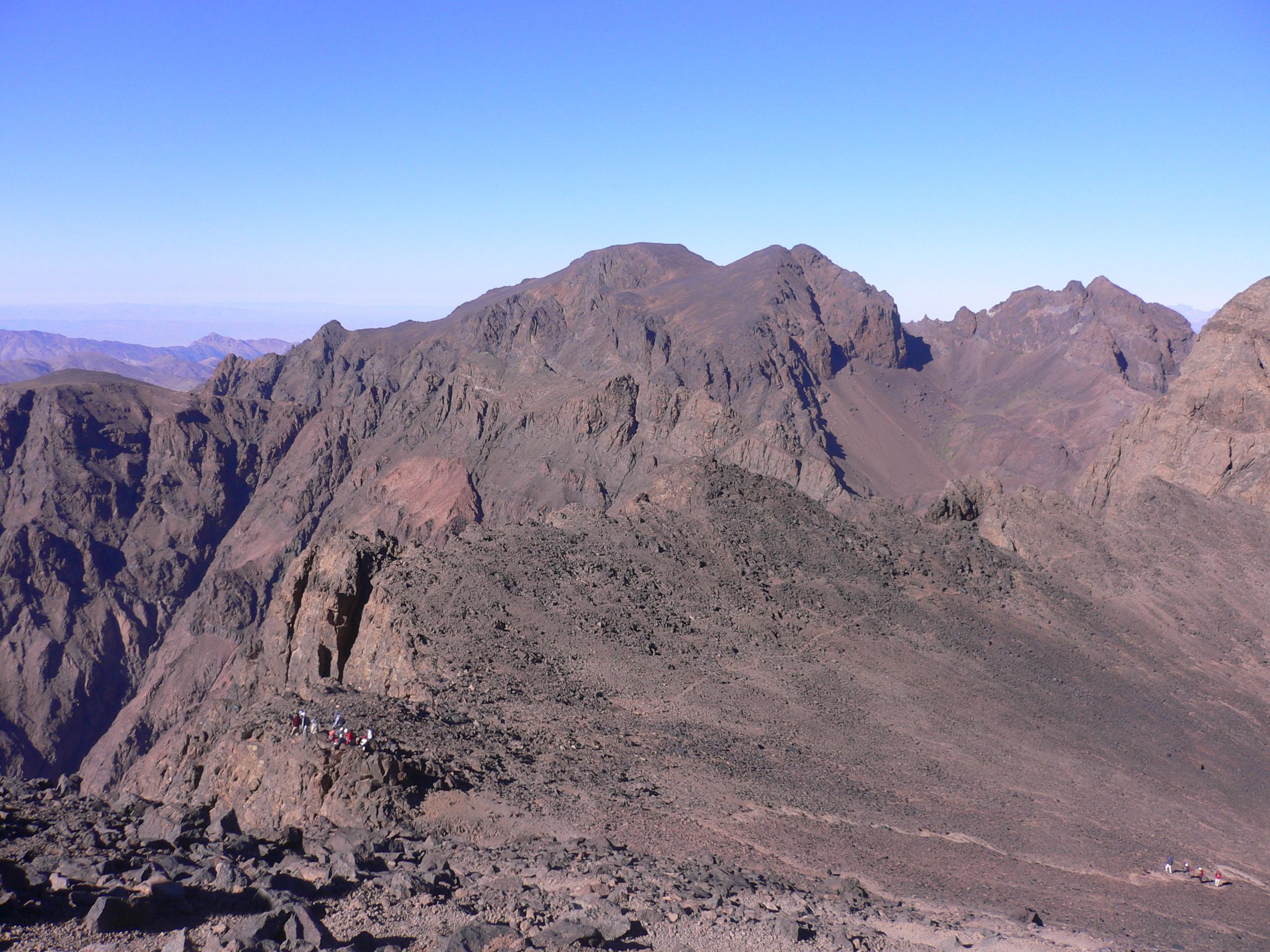

31°02′11″N 7°56′50″W / 31.03639°N 7.94722°W
瓦努克里姆山（阿拉伯语：‎）是摩洛哥的山峰，位於該國中北部馬拉喀什-薩菲大區，處於圖卜卡勒國家公園，海拔高度4,089米，